# Larry O'Bannon
Larry O'Bannon (Louisville, Kentucky, Estados Unidos, 15 de agosto de 1983) es un exjugador de baloncesto profesional estadounidense que se desempeñaba como base o escolta.

## Primeros años
Larry fue al colegio secundario Jefferson County Traditional, instituto masculino donde comenzó a jugar al baloncesto y carreras. Jugó en el mismo equipo de baloncesto los Oakland Raiders con su compañero de equipo Michael Bush. También tiene una hermana que actualmente es docente en el colegio secundario Meyzeek.

## Carrera universitaria
Larry jugó baloncesto universitario para los Louisville Cardinals de la Universidad de Louisville ubicada en la localidad de Louisville, estado de Kentucky, Estados Unidos. En 2005 consiguieron llegar al "Final Four 2005". En aquel torneo fue nombrado MVP regional.

### Universidades
| Club                 | País           | Clase     | Año         |
| -------------------- | -------------- | --------- | ----------- |
| Louisville Cardinals | Estados Unidos | Freshman  | 2001 - 2002 |
| Louisville Cardinals | Estados Unidos | Sophomore | 2002 - 2003 |
| Louisville Cardinals | Estados Unidos | Junior    | 2003 - 2004 |
| Louisville Cardinals | Estados Unidos | Senior    | 2004 - 2005 |

## Carrera profesional
Larry no fue seleccionado en el Draft de la NBA del año 2005. No obstante en el verano norteamericano del 2005, jugó para los Seattle SuperSonics y los Golden State Warriors en la Summer League de la NBA. En agosto del 2005, firma su primer contrato profesional con el club serbio Estrella Roja. Con ellos juega toda la temporada y gana la Kup Radivoja Koraća (Copa Serbia).
En septiembre de 2007, firmó con Amatori Udine de Italia para disputar la Lega Basket Serie A. El 7 de febrero del año 2007, dejó el Udine y firmó con el Cesta Napoli para el resto de la temporada.
En julio del año 2007, se une a los Denver Nuggets para la Summer League 2007. La temporada 2007-08 la comienza con Rethymno BC de la A1 Ethniki, pero fue cortado después de disputar 7 juegos. El 17 de diciembre del año 2007 firme con el club búlgaro Lukoil Academic, quedando ligado para el resto de la temporada.
En enero del año 2009 firma con el club israelí Maccabi Rishon LeZion para el resto de la temporada. El 28 de agosto del 2009, él re-firmado con Rishon LeZion para un año más.
En mayo del año 2010, firma con Marinos de Anzoátegui de Venezuela para el resto de la temporada 2010 de la  LPB. El 16 de septiembre del 2010, regrese a Israel y firma con Maccabi Haifa, pero fue cortado en febrero del 2011. El 28 de febrero del 2011 firma con Boca Juniors. En agosto del 2011, renueva con Boca para la Liga Nacional de Básquet 2011-12. El 30 de abril del año 2012 firma con el Club Atlético Lanús, donde juega sólo un partido.
En julio del año 2012 firma con SAV Vacallo Basket de Suiza. En febrero del año 2013, deje Vacallo y firma con el club israelí Hapoel Eilat para el resto de la temporada. El 7 de agosto del año 2013, firma con Olympique d'Antibes Juan-les-Pins de la Liga Nacional de Baloncesto de Francia. El 30 de enero del año 2014  deje Olympique d'Antibes Juan-les-Pins y firma con un club ruso Krasnye Krylia para el resto de la temporada.
En septiembre del año 2014 firma con elclub Maccabi Rishon LeZion. Es cortado después de 3 juegos y en noviembre del año 2014 firma con otro club israelí el Hapoel Tel Aviv para la temporada 2014-15. En su debut para Hapoel, terminó con 29 puntos y 13 rebotes.
En agosto del año 2015, firma con San Martín de Corrientes de Argentina para disputar la Liga Nacional de Básquet 2015-16. En noviembre del 2016 firma con el Club Deportivo Hispano Americano también de Argentina para la Liga Nacional de Básquet 2016-17.
En 2018 se sumó a Atenas de Córdoba y con el equipo griego disputó todo el segundo semestre de ese año hasta que el 26 de diciembre fue cortado del equipo.

### Clubes
| Club                     | País      | Año         |
| ------------------------ | --------- | ----------- |
| Estrella Roja            | Serbia    | 2005 - 2006 |
| Amatori Udine            | Italia    | 2006 - 2007 |
| Basket Napoli            | Italia    | 2007        |
| AGO Rethymno             | Italia    | 2007        |
| Lukoil Academic          | Bulgaria  | 2007 - 2008 |
| Maccabi Rishon LeZion    | Israel    | 2009 - 2010 |
| Marinos de Anzoátegui    | Venezuela | 2010        |
| Maccabi Haifa            | Israel    | 2010 - 2011 |
| Boca Juniors             | Argentina | 2011 - 2012 |
| Club Atlético Lanús      | Argentina | 2012        |
| SAV Vacallo Basket       | Italia    | 2012 - 2013 |
| Hapoel Eilat             | Israel    | 2013        |
| Sharks d'Antibes         | Francia   | 2013 - 2014 |
| Krasnye Krylia           | Rusia     | 2014        |
| Maccabi Rishon LeZion    | Israel    | 2014        |
| Hapoel Eilat             | Israel    | 2014 - 2015 |
| San Martín de Corrientes | Argentina | 2015 - 2016 |
| Hispano Americano        | Argentina | 2016 - 2018 |
| Atenas                   | Argentina | 2018        |

## Palmarés

### Campeonatos nacionales
| Título                         | Club                | País     | Año         |
| ------------------------------ | ------------------- | -------- | ----------- |
| Serbian Cup                    | Estrella Roja       | Serbia   | 2006        |
| Liga de Baloncesto de Bulgaria | PBC Lukoil Academic | Bulgaria | 2007 - 2008 |
| Copa de baloncesto de Bulgaria | PBC Lukoil Academic | Bulgaria | 2007 - 2008 |

### Individuales
- Actualizado hasta el 06 de mayo de 2018.

| Título                                          | Club                | País      | Año  |
| ----------------------------------------------- | ------------------- | --------- | ---- |
| Partido All Star Liga de Baloncesto de Bulgaria | PBC Lukoil Academic | Bulgaria  | 2008 |
| Juego de las Estrellas de la LNB 2012           | Boca Juniors        | Argentina | 2012 |